# Cnemidophorus vanzoi
Cnemidophorus vanzoi је гмизавац из реда Squamata и фамилије Teiidae.

## Угроженост
Ова врста се сматра рањивом у погледу угрожености врсте од изумирања.

## Распрострањење
Ареал врсте је ограничен на једну државу. 
Света Луција је једино познато природно станиште врсте.